# Promachus lineosus
Promachus lineosus là một loài ruồi trong họ Asilidae. Promachus lineosus được Walker miêu tả năm 1857.